# Марикопа (Калифорния)
Марикопа (англ. Maricopa) — город в округе Керн, штат Калифорния, США.

## История
Первое почтовое отделение открыто здесь в 1901 году. Город существует с 1911 года.

## Демография
Население по переписи 2010 года составляет 1154 жителей.
Национальный состав был следующим: 83,0 % белых, 0,1 % афроамериканцев, 2,3 % представителей коренных народов, 1,4 % азиатов, 13,2 % латиноамериканцев и представителей двух или более рас.
Средний доход на семью составляет $31761. Доход на душу населения в городе составил $15692.
15,6 % семей или 21,3 % населения живут ниже установленной черты бедности, из них моложе 18 лет — 27,2 % , в возрасте 65 лет и старше — 4,5 %.